# Stiftelsen Lyssna till samvetet
Stiftelsen Lyssna till samvetet (engelska Appeal of Conscience Foundation) är en stiftelse i New York, som grundades av rabbinen Arthur Schneier 1965. Stiftelsen, som ser sig som en ekumenisk allians av framträdande personer inom affärsvärlden och i religiösa organisationer, uppger sig arbeta för religionsfrihet och mänskliga rättigheter runt om i världen. Stiftelsen utdelar årligen World Statesman Award.